# Michael James Delany
Michael James Delany (* 1928 in Manchester, North West England; † 3. März 2013) war ein britischer Zoologe und Ökologe. Seine Forschungsschwerpunkte waren die Entomologie und die Mammalogie.

## Leben
Delany absolvierte die William Hulmes School in Manchester und erlangte 1950 den Bachelor of Science sowie 1952 den Master of Science an der University of Manchester. Von 1950 bis 1953 war er Forschungsassistent an der University of Exeter. Von 1953 bis 1954 war er Fulbright-Stipendiat an der University of Florida. Hier untersuchte er unter anderem Mikroorganismen, die für ein Fischsterben im Golf von Mexiko verantwortlich waren. Er befasste sich auch mit den Insektenordnungen der Zottenschwänze (Thysanura) und der Doppelschwänze (Diplura), worüber er 1954 das Büchlein Thysanura and Diplura in der Reihe Handbooks for the Identification of British Insects der Royal Entomological Society veröffentlichte. Von 1954 bis 1956 war er Assistent für Zoologie an der University of Glasgow und 1956 Dozent für Wirbeltierzoologie an der University of Exeter. Von 1956 bis 1965 war er Lecturer in Zoologie an der University of Southampton.
1951 besuchte er erstmals Ostafrika und 1965 wurde er zum Professor für Zoologie am Makerere College in Kampala sowie zum stellvertretenden Direktor der Nuffield Unit of Tropical Animal Ecology im Queen-Elizabeth-Nationalpark, Uganda, berufen.
1967 wurde er zum Doctor of Science an der University of Glasgow promoviert. 1969 kehrte er nach England zurück und nach einem Aufenthalt als Senior Lecturer an der University of Southampton ab 1971 wechselte er 1976 auf den Lehrstuhl für Umweltwissenschaften der University of Bradford. Nach seinem vorzeitigen Ausscheiden im Jahr 1985, wurde er 1987 an die Sultan-Qabus-Universität in Maskat, Oman, berufen, wo er den Lehrstuhl für Biologie aufbaute und Studien an arabischen Kleinsäugern betrieb.
Im Jahr 2000 erschien in Zusammenarbeit mit der Illustratorin Virgina Clucas seine Autobiografie Animal Quest: A Naturalist of Four Continents.
Delany war Mitglied der Linnean Society of London, der Zoological Society of London, der Mammal Society, der British Ecological Society, der Sigma Xi, der Uganda Society, der East African Wildlife Society, der Zoological Society of Southern Africa und der Zambian Wildlife Society.

## Dedikationsnamen
1962 benannte Robert William Hayman das Gattungsepitheton von Delanys Sumpfklettermaus (Delanymys brooksi) nach Michael James Delany, der im September 1961 den Holotypus in der Nähe der Ortschaft Kigezi in Südwest-Uganda gesammelt hatte.

## Schriften (Auswahl)
- mit B. R. Neal: A Review of The Muridae (Order Rodentia) of Uganda, The British Museum, 1966
- Studies in Biology: Ecology of Small Mammals, Edward Arnold, 1974
- The Rodents of Uganda, The British Museum, 1975
- mit David Happold: Tropical Ecology Series: Ecology of African Mammals, Longman Higher Education, 1979
- Tertiary Level Biology: Mammal Ecology, Blackie Academic & Professional, 1982
- Yorkshire Mammals, University of Bradford, 1985
- The zoogeography of the mammal fauna of southern Arabia In: Mammal Review 19(4), 1989, S. 133–152
- Kapitel Rodents und Lagomorphs In: Edwin Gould & George McKay (Hrsg.): Encyclopedia of Animals: Mammals Gallerie Books, New York City, 1990, ISBN 0-8317-2788-8, S. 214–231
- Animal Quest: A Naturalist of Four Continents, Capponnellan Press, 2000